# Nipper and the Curate
Nipper and the Curate è un cortometraggio muto del 1916. Il nome del regista non viene riportato nei credit del film che fu sceneggiato da Reginald Crompton.

## Trama
Nipper si traveste da donna e si fa passare per un'ereditiera per salvare la propria sorella da un curato infatuato di lei.

## Produzione
Il film fu prodotto dalla John Bull.

## Distribuzione
Distribuito dalla Davison Film Sales Agency (DFSA), il film - un cortometraggio in una bobina - uscì nelle sale cinematografiche britanniche nel gennaio 1916. Ne uscì anche una riedizione nel 1919 a cura della Globe cui venne dato il titolo The Curate.